# Willy Boly
Willy-Arnaud Zobo Boly (3 de febrer de 1991) és un futbolista professional francès que juga com a defensa central pel Nottingham Forest FC anglès. Nascut a França, representa internacionalment la selecció de Costa d'Ivori.